# سی‌پی/ام
سی‌پی\ام،  که در ابتدا مخفف برنامه کنترل\مانیتور  و بعداً برنامه کنترل برای میکرو کامپیوترها بود،    سیستم عامل با تولید انبوه در بازار که در سال ۱۹۷۴ برای میکرو کامپیوترها اینتل ۸۰۸۰ \ ۸۵ -  توسط گری کیلدال از دیجیتال ریسرچ در ابتدا محدود به تک کار بر روی پردازنده های ۸ بیتی و حداکثر ۶۴ کیلوبایت حافظه بود، نسخه های بعدی سی‌پی\ام تغییرات چند کاربره را اضافه کردند و به پردازنده های ۱۶ بیتی منتقل شدند.
ترکیب کامپیوترهای اس-۱۰۰ و سی‌پی\ام به استاندارد اولیه در صنعت ریز کامپیوتر تبدیل شد. این پلت فرم کامپیوتری در اواخر دهه ۱۹۷۰ و تا اواسط دهه ۱۹۸۰ به طور گسترده در تجارت مورد استفاده قرار گرفت. سی‌پی\ام اندازه بازار را برای سخت‌افزار و نرم‌افزار با کاهش بسیار زیاد برنامه‌نویسی مورد نیاز برای نصب یک برنامه کاربردی بر روی رایانه سازنده جدید افزایش داد.   یکی از محرک‌های مهم نوآوری نرم‌افزار، ظهور میکروکامپیوترهای کم‌هزینه (نسبتاً) کم‌هزینه‌ای بود که سی‌پی\ام را اجرا می‌کردند، زیرا برنامه‌نویسان و هکرهای مستقل آنها را خریداری کردند و ساخته‌هایشان را در گروه‌های کاربری به اشتراک گذاشتند.  سی‌پی\ام در نهایت  توسط داس پس از معرفی آی‌بی‌ام پی‌سی در سال ۱۹۸۱ جایگزین شد.